# Telmatoscopus aberrans
Telmatoscopus aberrans är en tvåvingeart som beskrevs av Tonnoir 1953. Telmatoscopus aberrans ingår i släktet Telmatoscopus och familjen fjärilsmyggor. Inga underarter finns listade i Catalogue of Life.